# Échangeur de Grâce-Hollogne
L'échangeur de Grâce-Hollogne est un échangeur de Belgique entre l'A15 (E42) et l'A604. Il est de type “échangeur en feuille de trèfle incomplète”.
Il  permet également de desservir l'aéroport de Liège.